# اسکوت توفانگجیان
اسکوت توفانگجیان (انگلیسی: Scout Tufankjian؛ زادهٔ ۳ نوامبر ۱۹۷۷) عکاس خبری و نویسندهٔ ارمنی - آمریکایی اهل بروکلین است. او به خاطر عکس‌هایش از باراک اوباما، در طول کارزار انتخاباتی او در انتخابات ریاست‌جمهوری ایالات متحده آمریکا در سال ۲۰۱۲، مشهور است.